# Hämmerli 280
Die Hämmerli 280 ist eine Sportpistole mit Wechselsystemen in den Kalibern .22 long rifle und .32 S&W long WC. Sie wurde vom schweizerischen Hersteller Hämmerli in Lenzburg entwickelt und dort von 1988 bis 1998 produziert. Der Support wird heute von der Carl Walther Sportwaffen GmbH getragen.
Charakteristisch ist der Magazinschacht, der vor dem Abzug platziert ist. Rahmen, Verschlussgehäuse und Magazin der Waffe sind aus Karbon gefertigt. Die Konstrukteure Rohr, Ackle und Bomatter bestimmten die Entwicklung, Ing. Göpfert machte an der ETH Zürich umfangreiche Berechnungen auf dem Großrechner der ETH, deren Ergebnis in die Entwicklung miteinfloss.
Die Waffe ist mit einem Feder-Massen-Verschlusssystem und automatischer Unterbrechung ausgestattet. Da die definierte Verschlussmasse und die Federkonstante der Schließfeder des unverriegelten Verschlusses keine beliebigen Laborierungen zulassen, sollten nur die angegebenen Munitionssorten verwendet werden. Beispielsweise besitzt die .32 S&W Long WC eine geringere Treibladung als eine .32 S&W Long, die zwar nicht in das Magazin aufgenommen werden kann, aber eventuell einzeln in das Patronenlager eingeführt werden könnte.
Zur präzisen Balanceverstellung können unter dem Lauf Kunststoff- oder Stahlgewichte angebracht werden. Bewährt hat sich auch, dass der Verschluss nach dem letzten abgegebenen Schuss erneut schließt, damit der Sportschütze immer den gleichen Impuls in der Hand empfindet.